# Max Sdralek
Max (Maksymilian) Sdralek (ur. 11 października 1855 w Woszczycach, zm. 2 lipca 1913 w Lądku-Zdroju) – twórca wrocławskiej szkoły historii Kościoła, w latach 1906–1907 rektor Uniwersytetu Wrocławskiego.

## Życiorys
Urodził się jako syn Łukasza nauczyciela i organisty i jego żony Amalii z domu Drischel. Jego starszy brat Juliusz Sdralek (1843-1919) także był kapłanem diecezji wrocławskiej. Wykształcenie średnie zdobył uczęszczając 4 lata do gimnazjum w Gliwicach, a następnie w Katolickim Gimnazjum św. Macieja we Wrocławiu. Po maturze zapisał się na Wydział Teologii Uniwersytetu we Wrocławiu, gdzie pod kierunkiem Hugo Laemmera prowadził badania nad pontyfikatem papieża Mikołaja I Wielkiego kontynuując je na Uniwersytecie we Fryburgu Bryzgowijskim uzyskując 12 czerwca 1880 doktorat z teologii. 13 lipca 1880 przyjął święcenia kapłańskie w kaplicy Seminarium Duchownego w Sankt Peter w Schwarzwaldzie. Na wniosek wrocławskiego Fakultetu Teologicznego otrzymał od pruskiego Ministerstwa Kultury, stypendium naukowe, które pozwoliło mu zrealizować podróż naukową do Bawarii i Austro-Węgier. 1 lutego 1882 habilitował się we Wrocławiu z historii Kościoła i prawa kościelnego. Został zatrudniony od 1884 roku jako profesor zwyczajny historii Kościoła w Królewskiej Akademii w Münsterze. W roku akademickim 1887-1888 był rektorem Akademii. W 1885 roku odbył kolejne dwie podróże naukowe do klasztoru na Monte Cassino i do Abruzji. 15 sierpnia 1896 Sdralek przeniósł się do Wrocławia. Był twórcą wrocławskiej szkoły historii Kościoła, kierując seminarium naukowym z tego przedmiotu. Miał wielu znanych uczniów, do których należeli profesorowie Uniwersytetu Wrocławskiego: Joseph Wittig, Franz Xaver Seppelt, Berthold Altaner. Jako rektor uniwersytetu, Sdralek był mianowany na fotel arcybiskupa Gniezna i Poznania. Niestety podczas Zielonych Świąt 1909 roku przebywając u swego brata, proboszcza z Radkowa, doznał udaru mózgu, po którym nie powrócił już do zdrowia. W semestrze 1911 roku przejął katedrę historii Kościoła oraz został wybrany dziekanem Wydziału Teologii Katolickiej.